# Tcheguet

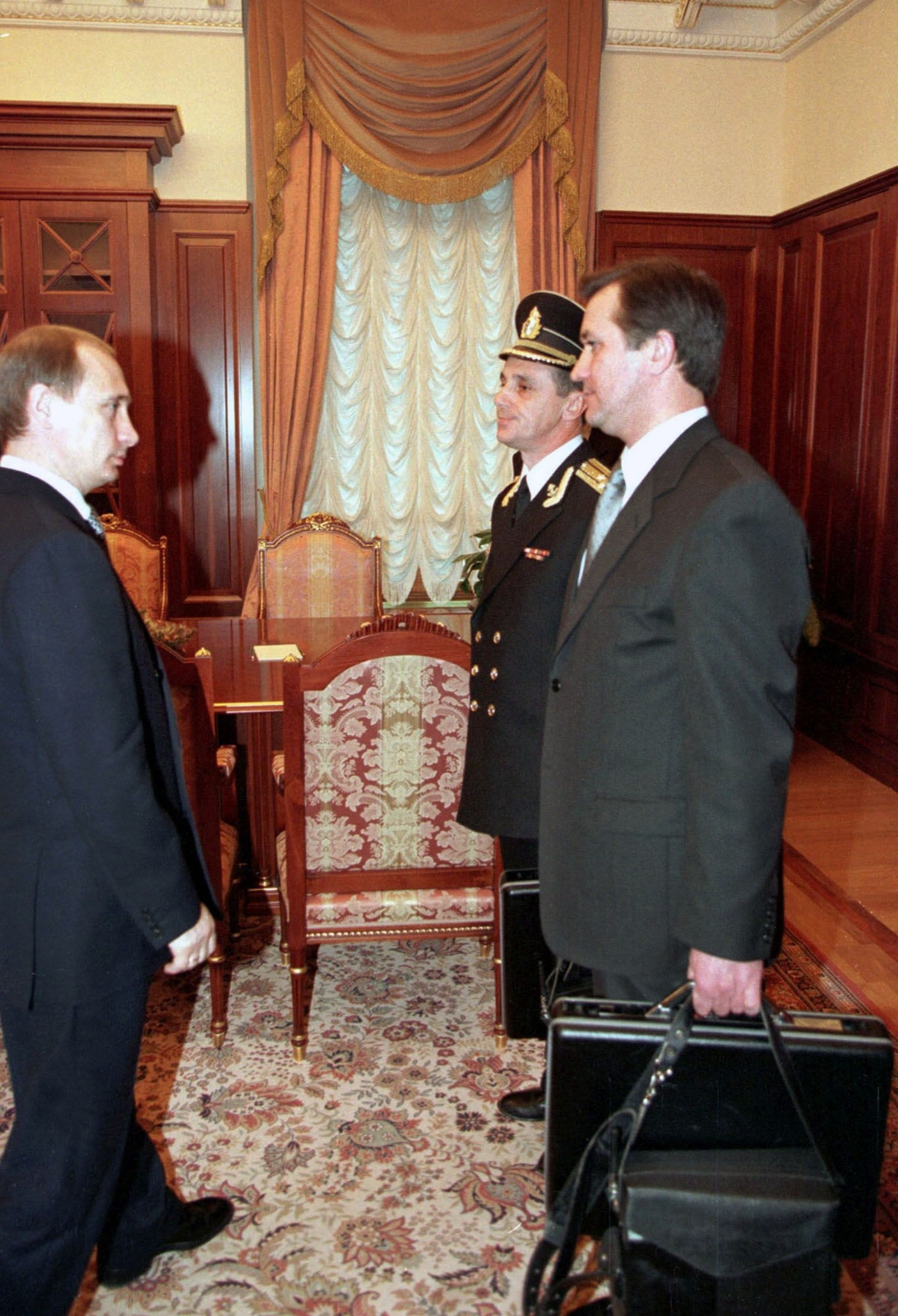
Vladimir Poutine (à g.) recevant la « mallette nucléaire » pour contrôler les forces nucléaires de la Russie, le 31 décembre 1999.

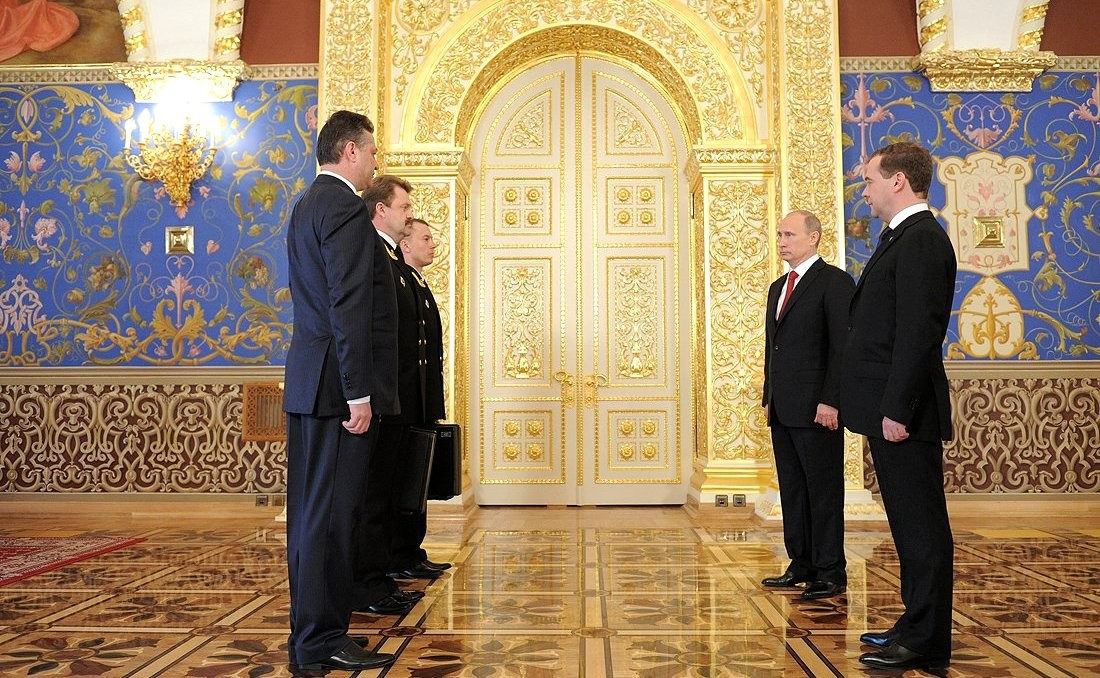
La cérémonie de transmission de la mallette nucléaire lors de la prise de fonction de Vladimir Poutine en 2012 comme président de la Russie.

Tcheguet (en russe : Чегет) est une « mallette nucléaire » (nommée en référence au Mont Tcheguet (ru) en Kabardino-Balkarie, Russie) qui fait partie du système automatique de commandement et de contrôle des forces nucléaires stratégiques (SNF) de la Russie nommé Kazbek (en russe : Казбек, en référence au Mont Kazbek).

## Historique
Tcheguet est développée sous l'administration de Iouri Andropov au début des années 1980. La valise est mise en service au moment où Mikhaïl Gorbatchev prend ses fonctions de secrétaire général du comité central du Parti communiste de l'Union soviétique en mars 1985. Elle est connectée au système de communication spécial nommé Kavkaz, qui « soutient la communication entre les hauts responsables du gouvernement pendant qu'ils décident d'utiliser des armes nucléaires, le système est lui même raccordé au Kazbek, qui englobe toutes les personnes et tous les organismes impliqués dans le commandement et le contrôle des forces nucléaires stratégiques ».
Le président russe a toujours la valise à proximité. On suppose également, bien que l'on ne sache pas avec certitude, que des mallettes nucléaires sont également remises au ministre de la Défense et au chef d'état-major,.
L'état-major russe reçoit le signal et déclenche la frappe nucléaire en transmettant des codes d'autorisation aux complexes de lancement de silos de missiles ou aux sous-marins lanceurs d'engins, ou en lançant à distance individuellement des missiles balistiques intercontinentaux ou des missiles mer-sol balistiques stratégiques.
Le 25 janvier 1995, lors de l’incident de la fusée norvégienne, une tcheguet est activée en réponse au lancement d'une fusée à quatre étages Brant XII mal identifiée, lancée par des scientifiques norvégiens et américains ; c'est la seule fois où une mallette nucléaire a été activée en prévision d'une attaque.